# Siqian, Anhui
Siqian (kinesiska: 寺前) är en köping i östra Kina. Den ligger i Taihu härad i Anqing i provinsen Anhui, omkring 180 kilometer sydväst om provinshuvudstaden Hefei. Antalet invånare är 24794. Befolkningen består av 11 874 kvinnor och 12 920 män. Barn under 15 år utgör 14,0 %, vuxna 15-64 år 73 %, och äldre över 65 år 11,0 %. Siqian ligger vid sjön Hualiangting Shuiku.